# Смирнов, Иван Алексеевич (священномученик)
Иван Алексеевич Смирно́в (20 марта 1873, село Высокое Михайловского уезда Рязанской губернии — 9 сентября 1937, Москва) — священнослужитель Русской православной церкви, протоиерей, настоятель Никольского собора в Зарайске Рязанской губернии, причислен к лику святых как священномученик в 2000 году для общецерковного почитания.

## Биография

### Семья и образование
Иван Смирнов родился 20 марта 1873 года в селе Высоком Михайловского уезда Рязанской губернии в семье церковнослужителя Алексия Смирнова.
В 1904 году окончил с отличием (или, как тогда считалось, по первому разряду) Рязанскую духовную семинарию.

### Деятельность священника и благочинного
Благодаря протекции отца в 1904 году был рукоположён во священника к Никольскому собору города Зарайска Рязанской губернии. В Зарайске отец Иоанн поселился с семьёй в деревянном доме на территории городского кремля. В соборе в то время находилась знаменитая чудотворная икона Николы Зарайского. Прославленная многочисленными чудесами, она привлекала к себе множество богомольцев со всех концов России. В храм стекались пожертвования почитателей великого угодника Божия. Здесь хранились старинные рукописные и старопечатные богослужебные книги, серебряная и золотая утварь — вклады великих князей, знатных воевод и бояр. В тёплое время года отец Иоанн служил в летнем Никольском соборе, в холодное — в зимнем Иоанно-Предтеченском храме. На торжественные богослужения собиралось до тысячи богомольцев.
Исполнял обязанности член-казначея Зарайского отделения епархиального училищного совета (1912—1914).
Отец Иоанн, явивший себя ревностным пастырем, был назначен настоятелем Никольского собора, возведён в сан протоиерея, назначен благочинным церквей Зарайского округа.

### Борьба за веру в годы советской власти
Обвинительное заключение властей Протоиерею Иоанну:
«В Коломенский окружной отдел ОГПУ поступили сведения о том, что группировка церковников, бывших людей и торговцев распространяла среди населения города и деревни контрреволюционные слухи о скорой гибели советской власти и подготовляла массовое выступление против закрытия собора.
Контрреволюционная деятельность вышеуказанной группы берет своё начало с момента закрытия собора в городе Зарайске. Вопрос закрытия собора обсуждался на всех собраниях предприятий, и было вынесено решение ходатайствовать перед высшей властью о предоставлении собора под клуб. Просьба рабочих ВЦИКом была удовлетворена, и собор подлежал изъятию.
Незначительная отсталая часть рабочих в связи с закрытием собора стала проявлять недовольство властью. Этим моментом воспользовались церковники, повели среди верующих антисоветскую агитацию за удержание собора. По инициативе попа Смирнова несколько раз созывался церковный совет. Еще не имея точных сведений о его закрытии, решили на первом собрании верующих общины, в которую входили исключительно бывшие люди, бывшие и настоящие торговцы города Зарайска, женщины и мужчины окружающих деревень престарелых возрастов, сделать информацию.
Сделав информацию о предполагаемом закрытии собора, вышеупомянутая группа стала проводить закрытую контрреволюционную агитацию среди городского и деревенского населения, например: в мае 1928 года по инициативе попа Смирнова и церковного совета в соборе была проведена антисоветская агитация за удержание собора путём бесплатной раздачи портретов Николая Чудотворца, с указанием, сколько лет иконе и сколько времени она находится в соборе.
Для лучшей агитации среди населения в летние месяцы 1928 года по инициативе попа Смирнова и членов церковного совета соборная икона чудотворца Николая носилась по всем деревням бывшего Зарайского уезда с совершением богослужений, где поп Смирнов говорил: „Чудотворная икона Николая святая, её нужно чтить, она творит чудеса“. Об этом же он неоднократно говорил в соборе во время проповеди. Такая агитация среди населения проводилась до 1929 года.
В феврале 1929 года вопрос о закрытии собора ВЦИКом был решен окончательно в пользу рабочих. Узнав об этом из газет, церковники повели открытую контрреволюционную агитацию среди населения, для чего созвали собрание членов общины (присутствовало до ста человек), на котором объявили верующим решение ВЦИКа, что собор подлежит закрытию и обратились с воззванием ко всем присутствующим принять активное участие в недопущении закрытия собора путём агитации среди рабочих и крестьян, призывать их к защите собора и даче своих подписей, заявляя: „Чем больше будет подписей, тем больше будем иметь шансов на выигрыш, так как высшая власть с этим посчитается и оставит собор за нами“.
Эта агитация среди несознательной отсталой части рабочих и крестьян нашла своё отражение. В результате этой агитации община, насчитывающая в себе около ста пятидесяти членов, возросла в несколько раз»
В 1922 году из церквей города были изъяты многие ценные вещи и иконы. Некоторые из них тогда удалось спасти от уничтожения. По предложению директора краеведческого музея и члена церковного совета И. П. Перлова часть драгоценной церковной утвари и древние рукописные печатные книги были переданы на хранение в музей.
В 1928 году по распоряжению властей были закрыты Никольский Собор и Иоанно-Предтеченская церковь. Протоиерей Иоанн был назначен служить в Спасо-Преображенскую церковь в том же городе, и стал хлопотать об открытии собора, начав сбор подписей верующих под ходатайством об оставлении собора в качестве действующей церкви.
Власти эти хлопоты священника и прихожан представили в обвинительном заключении таким образом:
В феврале 1930 года сотрудники ОГПУ арестовали протоиерея Иоанна Смирнова и вместе с ним членов церковной общины, всего одиннадцать человек. Все они были заключены в тюрьму в городе Коломне. На допросе следователи стали спрашивать священника о его отношении к советской власти и к закрытию ею собора. Причем вопросы были поставлены так, что и положительными ответами и отрицательными следователи могли воспользоваться для обвинения священника, и потому отец Иоанн решил отвечать как можно более уклончиво:

«С июня 1904 года я проживаю в городе Зарайске беспрерывно и выполняю обязанности священнослужителя Спасо-Преображенской церкви. В 1917 году и по настоящее время к партийным течениям не примыкал и никакого участия в их работе не принимал. Происхожу из духовного звания, из имущества ничего никогда не имел, кроме домашней обстановки и одежды.

В религиозном отношении я примыкаю к староцерковникам (тихоновцам). К изъятию церковных ценностей в 1922 году отношусь безразлично — не был за то, чтобы церковные ценности были изъяты, и не был за то, чтобы их оставляли. К закрытию собора в Зарайске я также относился безразлично. К советским мероприятиям отношусь сочувственно, так как это вызывается ходом исторических моментов, и против таких мероприятий я не шел и считаю их вполне нужными и необходимыми. Против мероприятий советской власти я никогда не шел и контрреволюционных агитаций не проводил. Виновным себя я ни в чём не признаю».
30 апреля 1930 года Тройка ОГПУ приговорила протоиерея Иоанна Смирнова к трем годам ссылки в Северный край.
После ареста священника власти в Никольском Соборе сначала разместили музейную экспозицию, но затем бесценная церковная утварь и древние рукописи были вывезены и в храме разместился архив НКВД. Зарайский Иоанно-Предтеченский храм был обращен в кинотеатр.
Жена священника, Зинаида Ивановна, с пятью детьми была выселена из церковного дома. Первое время они скитались по городу, находя лишь временное пристанище. Она просила милостыню, а дети, чтобы выжить, выполняли самые разные работы. Однажды утром Зинаида Ивановна открыла дверь и увидела на пороге узелок с продуктами, к которому не было приложено никакой записки. То же самое повторилось и на второй день, и на третий, и в последующие дни, до тех пор, пока одной из дочерей не удалось получить постоянную работу, что несколько облегчило их положение. Им так и не удалось узнать, кто был их благодетелем, но Зинаида Ивановна всегда считала, что это помощь угодника Божия святителя Николая.

### Последний арест и мученическая кончина
По возвращении из ссылки отец Иоанн был назначен настоятелем Спасо-Преображенского храма в Зарайске. В 1937 году усилились гонения на Русскую Православную Церковь. По требованию властей секретные осведомители стали собирать сведения о возвратившихся из ссылки священниках. Один из них писал об отце Иоанне, будто тот в разговоре с ним говорил: «Всему тому, что пишут в советской печати, верить нельзя. Советская власть только что и живёт за счёт обмана, иначе её давно бы свергли. Кричат, что народу весело и хорошо живется, а в магазинах в городе сахара нет, тогда как в старое время им скот кормили. На что только смотрит народ, ведь это нужно иметь адское терпение, чтобы переносить такие муки и терзания, неужели они не образумятся?»
«11 августа в Спасской церкви в Зарайске состоялась так называемая торжественная служба, на которую собралось шесть попов, — писал осведомитель. — До начала службы Смирнов, обращаясь к попам, сказал: „Советская власть опять возвращается к арестам 1930 года; в городе Москве арестовали архиерея Иоанна и много священников. Вот вам и конституция, вот вам и неприкосновенность личности… мы репрессий бояться не должны, а должны стоять твердо на своем посту“».
В середине августа 1937 года следователь допросил лжесвидетелей, которые подписали показания, им составленные. 20 августа сотрудники НКВД арестовали отца Иоанна, и он был заключен в одну из тюрем Коломенского района. Его обвинили в том, что он «высказывает гнусную контрреволюционного характера клевету на советскую власть, призывает население при выборах в советы голосовать против коммунистов, высказывает пораженческие настроения против советской власти, террористические настроения против коммунистов». Во время допроса следователь сказал отцу Иоанну:

— Следствию известно, что вы среди населения города Зарайска вели контрреволюционную работу, доказывали, что в Советском Союзе жизнь тяжела…
— Верующие сами неоднократно обращались ко мне с жалобами на тяжелую жизнь. Я верующим разъяснял, что они терпят все муки и тяжести сами от себя и что Господь Бог послал им это для испытания, как православным, — ответил священник.
— Следствию известно, что вы 11 августа 1937 года в помещении Спасской церкви говорили присутствующим о репрессиях в городе Москве против духовенства в связи с предстоящими выборами в советы. Признаете это?
— Действительно, 11 августа в Спасской церкви я говорил присутствовавшему духовенству, что в городе Москве начались аресты духовенства, в частности арестован протоиерей Лебедев, и говорил, что опять начались аресты, как в 1930 году. Этим самым я хотел предупредить духовенство, чтобы они были осторожнее.
— Следствию известно, что вы среди населения города распространяли гнусную контрреволюционную клевету на советскую печать. Признаете вы это?
— Нет, это я отрицаю. Я говорил лишь о репрессиях против духовенства и тяжелой жизни населения.
— Вы намерены дать откровенные показания по существу предъявленного вам обвинения в контрреволюционной агитации и выказывании повстанческих и террористических настроений?

— Нет, виновным себя в этом я не признаю. Я лишь рассказывал в кругу зарайского духовенства об аресте ряда священников и утверждал, что советская власть и коммунисты опять начали гонения на Церковь, на нас, её служителей.
На этом допросы были окончены, и священник был перевезен в Москву в одну из тюрем НКВД.
8 сентября Тройка НКВД приговорила отца Иоанна к расстрелу. Протоиерей Иоанн Смирнов был расстрелян на следующий день, 9 сентября 1937 года, и погребен в безвестной общей могиле на полигоне Бутово под Москвой.

## Награды
- В 1930 году был награждён митрой.

## Канонизация
Причислен к лику святых новомучеников и исповедников Российских для общецерковного почитания Деянием Юбилейного Архиерейского Собора Русской Православной Церкви, проходившего 13—16 августа 2000 года в Москве.
День памяти: 27 августа (9 сентября), в Соборе новомучеников и исповедников Российских и в Соборе Бутовских новомучеников.